# 田原村 (岩手縣)
田原村（日语：／ Tawara mura */?）是日本昭和三十年（1955年）時廢除，原屬岩手縣江刺郡的村，現在是奥州市江刺區田原。

## 沿革
- 明治八年（1875年）10月17日：隨著水澤縣進行村落整合，大田代村、小田代村合併為田代村，石山村、原體村、土谷村合併成石原村。
- 明治廿二年（1889年）4月1日：因為町村制的實施，田代村與石原村合併成田原村。
- 昭和三十年（1955年）2月10日：田原村、伊手村、岩谷堂町、稻瀨村、愛宕村、廣瀨村、玉里村、藤里村、梁川村、米里村合併成江刺町。

## 行政
- 歷代村長

| 代 | 姓名         | 就任                       | 退任                       | 備考 |
| -- | ------------ | -------------------------- | -------------------------- | ---- |
| 1  | 早川權五郎   | 明治22年（1889年）4月24日  | 明治26年（1893年）4月23日  |      |
| 2  | 紺野周平     | 明治26年（1893年）4月30日  | 明治28年（1895年）7月17日  |      |
| 3  | 早川權五郎   | 明治28年（1895年）7月18日  | 明治40年（1907年）7月5日   | 再任 |
| 4  | 藤澤小二郎   | 明治40年（1907年）7月20日  | 明治43年（1910年）7月5日   |      |
| 5  | 藤澤隆光     | 明治43年（1910年）7月11日  | 明治45年（1912年）7月4日   |      |
| 6  | 早川清左衛門 | 大正元年（1912年）9月16日  | 大正4年（1915年）6月10日   |      |
| 7  | 紺野武一郎   | 大正4年（1915年）6月11日   | 大正5年（1916年）4月       |      |
| 8  | 及川啓一郎   | 大正5年（1916年）4月       | 大正12年（1923年）6月29日  |      |
| 9  | 菅野武之進   | 大正12年（1923年）7月20日  | 昭和2年（1927年）7月19日   |      |
| 10 | 菊地市太夫   | 昭和2年（1927年）8月10日   | 昭和6年（1931年）8月9日    |      |
| 11 | 紺野啓三郎   | 昭和6年（1931年）8月10日   | 昭和11年（1936年）9月30日  |      |
| 12 | 及川孝壽     | 昭和11年（1936年）10月1日  | 昭和12年（1937年）3月31日  |      |
| 13 | 伊藤長藏     | 昭和12年（1937年）4月1日   | 昭和16年（1941年）3月29日  |      |
| 14 | 及川孝壽     | 昭和16年（1941年）3月30日  | 昭和21年（1946年）11月23日 | 再任 |
| 15 | 三澤實       | 昭和21年（1946年）11月24日 | 昭和22年（1947年）4月14日  |      |
| 16 | 紺野一夫     | 昭和22年（1947年）4月15日  | 昭和30年（1955年）2月9日   |      |